# Charles-François Dubusc
Charles-François Dubusc, né le 15 mai 1731 à Louviers (province de Normandie, actuel département de l'Eure), mort le 30 avril 1812 dans la même ville, est un homme politique de la Révolution française. 

## Biographie
Charles-François René Dubusc naît paroisse Notre-Dame de Louviers. Il est fabricant de draps dans sa ville natale dont il est échevin en 1772, puis premier échevin-officier. En 1790, il est nommé administrateur du département de l'Eure.
La monarchie constitutionnelle mise en application par la constitution du 3 septembre 1791 : les bataillons de fédérés bretons et marseillais et les insurgés des faubourgs de Paris prennent le palais des Tuileries. Louis XVI est suspendu et incarcéré, avec sa famille, à la tour du Temple.  
En septembre 1792, Charles-François Dubusc, alors fabricant de draps et administrateur de l'Eure, est élu député du département, le onzième et dernier, à la Convention nationale.  
Il siège sur les bancs de la Gironde. Lors du procès de Louis XVI, il vote « la détention, et le bannissement quand la sûreté publique le permettra », et se prononce en faveur de l'appel au peuple et du sursis à l'exécution de la peine. Le 13 avril 1793, il vote en faveur de la mise en accusation de Jean-Paul Marat. Celui-ci le dénonce, un mois plus tard dans son journal, comme « membre de la faction des hommes d’État ». Le 28 mai, il est absent lors du scrutin sur le rétablissement de la Commission des Douze.  
Le 3 octobre 1793, après le rapport de Jean-Pierre-André Amar (député de l'Isère), membre du Comité de sûreté générale, Dubusc est décrété d'arrestation pour avoir signé la protestation contre les journées du 31 mai et du 2 juin. Lui et les autres protestataires sont libérés et réintégrés à leur poste de député le 18 frimaire an III (8 décembre 1794).  
Dubusc adhère à la réaction thermidorienne. Le 7 nivôse (le 27 décembre), il est élu membre de la Commission des Vingt-et-Un chargée d'examiner la conduite des anciens membres du Comité de Salut public (Bertrand Barère, Jean-Marie Collot-d'Herbois et Jacques-Nicolas Billaud-Varenne). Le 18 floréal (le 7 mai 1795), il est élu membre de la Commission des Vingt-et-Un chargée d'examiner la conduite de Joseph Le Bon (député du Nord) accusé d'exactions durant sa mission à Arras. 
Sous le Directoire, en vendémiaire an IV (octobre 1795), Charles-François Dubusc est réélu député et siège au Conseil des Cinq-Cents. Il est tiré au sort pour quitter le Conseil le 1er prairial an VI (20 mai 1798). 

## Sources
- « Charles-François Dubusc », dans Adolphe Robert et Gaston Cougny, Dictionnaire des parlementaires français, Edgar Bourloton, 1889-1891 [détail de l’édition]